# George Stanich
George Anthony Stanich (Sacramento, 4 novembre 1928) è un ex altista, ex cestista ed ex giocatore di baseball statunitense, vincitore di una medaglia di bronzo alle Olimpiadi di Londra 1948 nel salto in alto.

## Carriera
Venne selezionato dai Rochester Royals al secondo giro del Draft NBA 1950 (20ª scelta assoluta).